# Erwin Faber

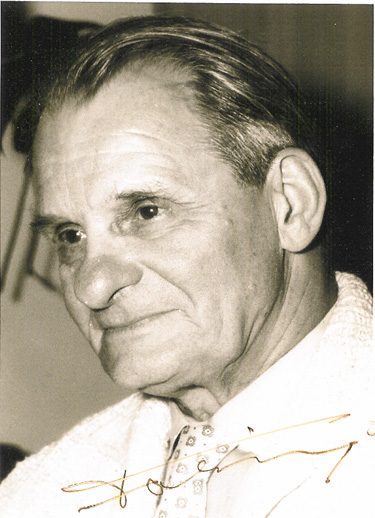
Erwin Faber

Erwin Faber (* 21. Juli 1891 in Innsbruck, Österreich; † 4. Mai 1989 in München, Deutschland) war ein österreichischer Schauspieler.

## Leben
Erwin Faber erhielt sein erstes Engagement 1916 an den Münchner Kammerspielen. 1921 wechselte er an das Staatstheater. Dort war er unter anderem als Hamlet (1922) und Teufel in Scherz, Satire, Ironie und tiefere Bedeutung zu sehen.
1922 lernte er Bertolt Brecht kennen und übernahm wichtige Rollen in Uraufführungen von frühen Brecht-Stücken: 1922 spielte er an den Kammerspielen Kragler in Trommeln in der Nacht, 1923 am Staatstheater George Garga in Im Dickicht der Städte und 1924 an den Kammerspielen die Titelrolle in Leben Eduards II. von England.
1924 ging er nach Berlin und spielte am dortigen Staatstheater sowie an den Reinhardt-Bühnen, wobei er häufig mit Regisseur Jürgen Fehling zusammenarbeitete. Bei den Salzburger Festspielen trat er unter Reinhardts Regie 1928 als Teufel in Jedermann auf.
Seine erste Filmrolle spielte Faber 1923 in dem Film Mysterien eines Frisiersalons, der unter der Leitung von Bertolt Brecht, Erich Engel und Karl Valentin entstand. In den 1920er und 1930er Jahren war er Darsteller in weiteren Filmen, unter anderem in dem Film M.
1934 erhielt er ein Engagement am Schauspielhaus Düsseldorf. Rollen hier waren Philipp in Don Carlos, die Titelrolle in Peer Gynt, Weislingen in Götz von Berlichingen, Marinelli in Emilia Galotti, Malvolio in Was ihr wollt, Rappelkopf in Der Alpenkönig und der Menschenfeind und Kottwitz in Prinz Friedrich von Homburg.
Bei den ersten Salzburger Festspielen nach dem Krieg 1945 inszenierte er Der Tor und der Tod und Liebelei. Auch in den folgenden Jahren arbeitete er mehrfach als Regisseur bei den Festspielen. 1952 kehrte er wieder nach München zurück, zunächst an die Kammerspiele.
Seit 1953 gehörte Faber zum Ensemble des Bayerischen Staatsschauspiels. Unter anderem war er 1970 als Diener Firs in Rudolf Noeltes Inszenierung von Der Kirschgarten und 1985 als erster Schauspieler in Hamlet zu sehen. In München stand er auch 1988 als Kellner in Geschlossene Gesellschaft zum letzten Mal auf der Bühne.
Als Filmschauspieler trat Faber wieder in den 1950er Jahren in Erscheinung. Seine letzte bekannte Rolle stammt aus den 1970er Jahren.
Als Hörspielsprecher trat er beispielsweise 1959 in dem einzigen Paul-Temple-Hörspiel des Bayerischen Rundfunks,  nämlich in Paul Temple und der Conrad-Fall auf oder in verschiedenen Hörspielen um Dickie Dick Dickens und in Gestatten, mein Name ist Cox.
Erwin Faber war seit 1922 mit der Schauspielerin Grethe Jacobson verheiratet, aus dieser Ehe stammt eine Tochter, die Journalistin Monika Faber (* 6. Dezember 1926).
Er ruht auf dem Münchner Waldfriedhof, neben seiner Gattin.

## Filmografie (Auswahl)
- 1922: Mysterien eines Frisiersalons
- 1927: Am Rande der Welt
- 1929: Das Land ohne Frauen
- 1931: M
- 1957: Der Edelweißkönig
- 1960: Lampenfieber
- 1963: Der Liebesdienst
- 1966: Woyzeck (TV-Film)
- 1974: Karl May

## Hörspiele (Auswahl)
- 1959: Francis Durbridge: Paul Temple und der Conrad-Fall (6. Teil: Captain Smith) (Polizist) – Regie: Willy Purucker (Original-Hörspiel, Kriminalhörspiel – BR) mp3-CD-Edition: Pidax Film Media Ltd. (Alive) 2014
- 1961: Edward J. Mason: Gefährliches Geld (6 Teile)  (Roden) – Regie: Walter Netzsch (Originalhörspiel, Kriminalhörspiel – BR)	CD-Edition: Pidax Film Media Ltd. (Alive) 2017
- 1961: Georges Simenon: Maigret und der gelbe Hund (Polizeiarzt) (= Maigret – Die besten Fälle. Kriminalhörspiele 2). Bearbeitung: Gert Westphal. Regie: Heinz-Günter Stamm, BR. Sonderedition. Der Audio Verlag, 2005, ISBN 3-89813-390-7.
- 1966: Dorothy L. Sayers: Glocken in der Neujahrsnacht (4 Teile) (Hezekiah Larender) – Regie: Otto Kurth (Hörspielbearbeitung, Kriminalhörspiel – BR) CD-Edition: Pidax Film Media Ltd. (Alive) 2014

## Auszeichnungen
- 1978: Schwabinger Kunstpreis (Ehrenpreis)[1]